# Jennifer Weist
Jennifer Weist (født 3. december 1986 i Wolgast på Usedom) er en tysk sangerinde. Hun er mest kendt som forsanger i rockbandet Jennifer Rostock, der har opnået stor succes i Tyskland med deres blanding af rockmusik og elektroniske elementer.

## Historie
Jennifer Weist blev født i 1986 i Wolgast og voksede op i Zinnowitz på Østersø-øen Usedom. Her fik hun musikundervisning, ligesom hun både sang karaoke og var med i forskellige skolebands. Efter endt skolegang på gymnasiet, flyttede Weist til hovedstaden Berlin for at forfølge en drøm om at blive musiker. I 2007 stiftede hun bandet Jennifer Rostock, som året efter brød igennem ved deltagelse i det tyske melodi grand prix, Bundesvision Song Contest, hvor de endte på en 5. plads med sangen "Kopf oder Zahl".
Udover musikkarrieren med bandet, har Weist har flere værtsroller på tv, ligesom hun i 2014 var med i den tyske ekspertjury ved Eurovision Song Contest 2014 som blev afholdt i København.
Det meste af Jennifer Weist krop er tatoveret, undtagen ansigtet, hvor hun dog er kendt for ringen i næsen.